# Torreya nucifera
Torreya nucifera is een langzaamgroeiende conifeer die van nature voorkomt in zuidelijk Japan en het Zuid-Koreaanse Jeju. 

## Beschrijving
De boom wordt gemiddeld ongeveer 15-25 meter hoog met een stamomvang van 1,5 meter na enkele eeuwen van langzame groei. In gunstige omstandigheden kan de boom wel 30 meter hoog met een omvang van 3 meter worden in een tijd van 500 jaar groei maar dat zijn uitzonderingen. De naalden zijn 2-3 cm lang en 3 mm breed. De zaden hebben de vorm van rode besjes.
Tegenwoordig is Torreya nucifera in Japan beschermd en moet de boom een natuurlijke dood sterven voordat het hout gebruikt mag worden.

## Gebruik
Het hout wordt in Japan het meest gebruikt om er speelborden van te maken waarop het strategische spel Go wordt gespeeld. Door de mooie goudgele kleur van het hout, fijne structuur van de jaarringen en de aangename klank die klinkt als een go-steen met een ferme tik op het bord van Kaja hout wordt geplaatst is het uitermate geschikt daarvoor. Door de grote zeldzaamheid van de boom lopen prijzen voor go borden van Kaja hout enorm op. Van $ 1000 voor een eenvoudig tafelbord van 5 cm dikte tot vanaf $ 10.000 tot enkele tonnen voor een massief Go vloerbord op pootjes van 14-21 cm dikte.

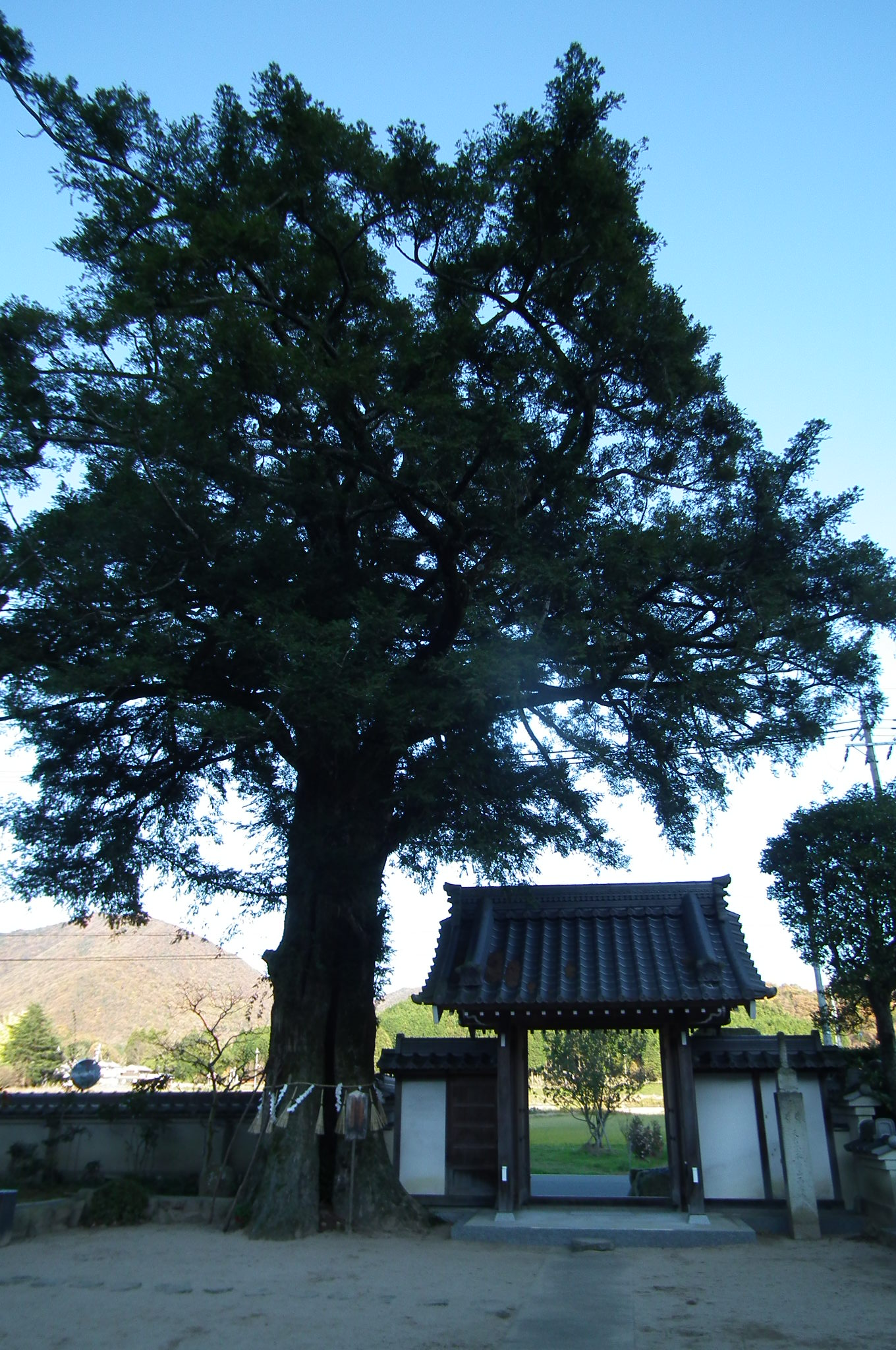
Torreya nucifera van 600 jaar oud in Sasayama
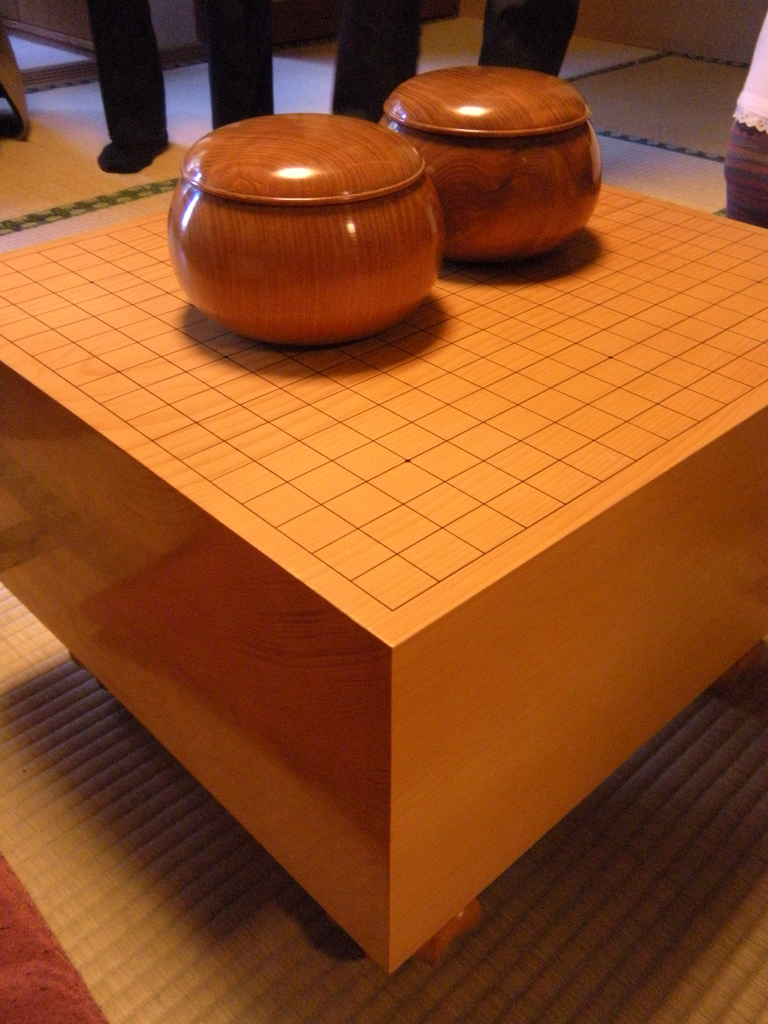
Go-vloerbord van 'Kaja' hout op pootjes